# Distretto di Sud Ovest
Il distretto di Sud Ovest è  un distretto dell'Eritrea nella Regione centrale eritrea (Maekel).